# Thin Lizzy
A Thin Lizzy egy ír hard rock zenekar, mely 1969-ben alakult Dublinban. 1984-es feloszlásukig az együttest a basszusgitáros, énekes Phil Lynott vezette, aki egymaga írta szinte az összes Thin Lizzy dalt. Lynott mellett Brian Downey dobos alapította a zenekart, akik korábban egy iskolába jártak. Zenéjük számos hatást ötvözött, mint a country, a blues, tradicionális ír népzene és a pszichedelikus rock, de általánosságban a hard rock vagy heavy metal zenekarok közé sorolják őket. A Rolling Stone magazin hard rock zenekarként ír róluk, melyben a "70-es évek metalja" is szerepet kap.
1976-os Jailbreak albumuk Angliában és az Amerikai Egyesült Államokban is aranylemez lett, az 1978-as Live and Dangerous koncertalbum pedig platina státuszt ért el Angliában. Legismertebb dalaik a Whiskey in the Jar, a Jailbreak és a The Boys Are Back in Town, melyeket világszerte a mai napig játszanak a rádiók. A Thin Lizzy 1983-ig készített lemezeket. A zenekar feloszlása után a frontember Phil Lynott egyre inkább a drogok és az alkohol rabja lett. 1985 karácsonyán súlyos veseelégtelenséggel és májgyulladással szállították kórházba. 1986. január 4-én hunyt el 36 évesen.
A zenekar 1983-as utolsó felállása 1996-ban alakult újjá. Phil Lynott helyén Marco Mendoza lett a basszusgitáros, az énekesi feladatokat a korábban csak gitározó John Sykes vette át. A felállás azóta többször változott, de pár év szünetet leszámítva folyamatosan koncerteznek. Az együttes későbbi inkarnációi elsősorban Scott Gorham gitáros és Sykes köré épültek, bár Sykes 2009-ben elhagyta a zenekart. A Thin Lizzy-t legtöbben a mai napig Phil Lynott-tal azonosítják, aki az első fekete ír ember volt, aki kereskedelmi sikert ért el a rockzene területén. John Dougan, az AllMusic kritikusa azt írta, hogy Lynott volt a zenekar kreatív ereje, aki kortársai többségénél bámulatosabb és intelligensebb dalszerző volt. Dalszövegeit nagyban befolyásolták Bob Dylan és Van Morrison költeményei, amik gyakran szóltak a munkásosztály drámai, szeretet-gyűlölet típusú életéről. Dylan és Morrison mellett Bruce Springsteen és gyakorlatilag az összes ír irodalmi hagyomány ihletettséget jelentett Lynott számára. Korai pályájuk szakaszán Van Morrison, Jeff Beck és Jimi Hendrix döntő befolyást gyakorolt stílusukra, míg később a dupla szólógitárral felálló Wishbone Ash, a Little Feat és Bob Seger is hatott rájuk. A zenekar soraiban számos, a kritika által elismert gitáros megfordult, akik itt alapozták meg hírnevüket, míg Lynott és Downey a megfelelő ritmusszekciót biztosította. Pályafutásuk során az ír határ mindkét oldaláról, az egymással szemben álló katolikus és protestáns közösségből egyaránt verbuvált zenészeket. A Thin Lizzy legaktívabb korszaka 1971 és 1983 közé tehető, ez idő alatt tizenkét stúdióalbumot jelentettek meg, amelyek jelentős befolyással voltak rajongók és zenészek generációira. Noha a zenekar óriási hatást gyakorolt a későbbi hard rock/metal színtérre, széles körű mainstream népszerűséget soha nem sikerült elérnie.
2012-ben Gorham és Downey úgy döntött, hogy Thin Lizzy néven (Lynott halála, 29 év után) új anyagot rögzítenek, de ezt az ötletet végül elvetették. Az ötlet nyomán egy Black Star Riders nevű új együttes alakult meg, hogy a későbbiekben újabb kiadásokat készítsen. Első albumuk All Hell Breaks Loose címmel jelent meg 2013-ban. Thin Lizzy név alatt csak alkalmi koncertek várhatók a formációtól.

## Történet

### Előzmények
A Thin Lizzy két alapító tagja Phil Lynott basszusgitáros/énekes és Brian Downey dobos először Dublinban találkozott az 1960-as évek elején. Lynott 1949. augusztus 20-án született West Bromwichben (Anglia) egy ír anya (Philomena) és guyanai apa (Cecil Parris) gyermekeként. Három éves kora után Dublinba költözött a család. A félig brazil származású Lynott a katolikus Írországban nőtt fel félárvaként, gyerekkorát pedig az állandó frusztráció jellemezte. Ezeket felnőtt korában sem tudta feldolgozni, és befolyással voltak későbbi dalszövegeire is. Downey 1951. január 27-én, Dublinban született és ugyanabba az iskolába járt mint Lynott. Lynott 1963-ban énekesként csatlakozott egy helyi zenekarhoz a The Black Eagleshez, amelyhez 1965-ben Downey is csatlakozott, hogy zenészeket toborozzon. Lynott nem sokkal később a Skid Row tagja lett, amelyhez 1968 elején Downey invitálására egy tizenéves tehetséges gitáros Gary Moore is csatlakozott. A zenekar basszusgitárosa Brush Shiels volt, de ő egy csalódást okozó televíziós fellépés után 1969 júniusában elhagyta a zenekart. Távozása után még megtanította Lynott-ot basszusgitáron játszani, így az éneklés mellett a basszusgitáros is Lynott lett. Lynott a Skid Row után megalapította az "Orphanage" zenekart, amelyhez sikerült megnyernie dobos barátját Brian Downey-t is. Downey korábban a "Sugar Shack" formáció tagja volt, de elhagyta a zenekart miután csatlakozott Lynott-hoz.
A később megalakult Thin Lizzy első felállását Lynott és Downey mellett Eric Bell gitáros tette ki. Bell 1947. szeptember 3-án született Belfastban és olyan helyi zenekarokban kezdte pályafutását mint a "The Deltones", a "Blue" és a "Bluebeats". 1966 szeptembere és októbere között a Them zenekarban is megfordult, melynek a később sikeressé vált Van Morrison is a tagja volt. Később Dublinba költözött, és csatlakozott a "The Dreams" nevű zenekarhoz. Hamarosan innen is kilépett, és elkezdett zenészek után kutatni egy új formációhoz. A The Dreams-ben vele játszó Eric Wrixon billentyűssel együtt megismerkedett az "Orphanage" két tagjával Lynott-tal és Downey-vel. Az így kialakult Lynott-Downey-Bell-Wrixon négyes 1969-ben úgy döntött hogy új név alatt együtt folytatják.

### Korai évek (1969–1972)
A kialakult felállás története 1969 decemberében kezdődött. Bell és Wrixon véletlenszerűen találkozott egy dublini pubban és megállapították, hogy hasonló elképzelésen vannak egy lehetséges zenekar működéséről. Ezt követően úgy döntöttek, hogy lemennek a Countdown Club-ba, ahol Lynottot és Downey-t látták az Orphanage tagjaiként zenélni. Lynott ekkoriban már tudott basszusgitározni, de mégis csak énekesként lépett fel. Bell-nek tetszett az előadás, különösen Downey nyűgözte le, így egy szünet alatt gyorsan bemutatkozott Lynottnak és Downey-nak egyaránt. Amikor Bell megkérdezte, hogy fontolgatják-e egy zenekar összeállítását, Downey kezdetben szkeptikus volt, hogy elfogadják-e Bell ajánlatát, annak ellenére is, hogy Lynottal együtt tisztában volt a gitáros korábbi pályájával. Főleg a Them révén Eric Bell jó hírnévek örvendett az országban. Végül elfogadták Bell-t gitárosnak azzal a feltétellel, hogy Lynott az ének mellett basszusgitározni is fog, valamint a dalokat is ő fogja szerezni.
Az így kialakult kvartett felvette a Thin Lizzy nevet, a menedzserük pedig a körülbelül 17 éves Terry O’Neill lett. A névválasztás Bell ötlete volt, aki egy John Mayall & the Bluesbreakers album borítóján látta, hogy Eric Clapton egy Beano nevű képregényt tart a kezében. Ennek volt az egyik szereplője egy "Tin Lizzie" nevű női robot, amelyet igazítva a dublini akcentushoz átírták Thin Lizzy-re. Néhány korai fellépés alkalmával tévesen elírták a zenekar nevét "Tin Lizzy" vagy "Tin Lizzie" nevekre. Mielőtt bármit is kiadtak volna Eric Wrixon billentyűs 1970-ben elhagyta a zenekart. A trióra fogyatkozott zenekar nem keresett a helyére új zenészt, mivel Bell eredetileg is egy gitár-basszus-dob felállású hármast képzelt el. Döntésükben az is fontos szerepet játszott, hogy az anyagi jövedelem nagyobb része csak a fennmaradó három tag között oszlik szét. Wrixon ezt követően visszatért Belfastba, hogy csatlakozzon régi zenekarához a Them-hez. A billentyűs 2015. július 13-án meghalt. A Thin Lizzy 1970 júliusában kiadta első The Farmer"/"I Need You című kislemezét az EMI-nál, amelynek a B-oldalán szereplő dalt John B'ardis a Trend Studios tulajdonosa szerezte. A kiadvány mindössze 283 példányban talált gazdára, és mára a gyüjtők értékes darabjának számít.
Az együttes egyre több koncertet kezdett adni, így felfigyelt rájuk a Decca Records lemezkiadó, és 1970 végén aláírták a szerződést. 1971 januárjában Londonba utaztak, hogy felvegyék debütáló albumukat. Az anyagot 5 nap alatt vették fel a Decca stúdiójában Scott English producer közreműködésével. A Thin Lizzy névre keresztelt debütálás 1971. április 30-án jelent meg, de nem keltett különösebb feltűnést. Főbb hatásaik közé a The Beatles, The Rolling Stones, Faces számított, és mindenekelőtt Jimi Hendrix és a Cream. A kritikusok szerint Eric Bell játékából hiányzott a Hendrix vagy Eric Clapton-nál meglévő karizma, a dalok nagyrészét pedig laposnak, zavarosnak és befejezetlennek minősítették. Az album nem fogyott jól, és annak ellenére sem került fel az angol listákra, hogy olyan befolyásos műsorvezetők játszották le a dalokat, mint John Peel és Kid Jensen. A lemez kiadását követően ismét Írországban adtak sok koncertet, majd az előrelépés reményében 1971 márciusában áttették székhelyüket Londonba. A zenekar döntésének hátterében az állt, hogy Angliában jóval pezsgőbb volt a zenei élet, ahol a sok klubkoncert és fesztiválfellépés nagyobb lehetőségeket kínált. 1971 augusztusában egy négyszámos EP-t adtak ki New Day címmel ami észrevétlen maradt. A rossz értékesítések ellenére a Decca beleegyezett abba, hogy finanszírozza a zenekar második albumát.
A lemez felvétele a londoni De Lane Lea Studiosban Nick Tauber producer irányításával zajlott, és 1972. március 10-én Shades of a Blue Orphanage címmel jelent meg. A cím utalás volt Downey és Lynott korábbi zenekarára az "Orphanage"-re. Az előző albumhoz hasonlóan a dalok tele voltak Lynott személyes anekdotáival a dublini életéről, valamint az általa ott ismert emberekről. Zeneileg továbbra is a blues-rock és a kelta dallamok voltak hangsúlyosak, eltérően a későbbi hard rock iránytól. A lemez nem kapott jó kritikákat, a Thin Lizzy a második albumával is észrevétlen maradt. 1972 közepén felkérték a zenekart, hogy vegyen fel egy olyan albumot amelyen Deep Purple dalokat adnak elő. A lemezt a Funky Junction zenekarnéven adták ki, nem lehetett tudni, hogy valójában a Thin Lizzy-ről van szó. Az éneket és a billentyűs hangszereket egy másik zenekar az Elmer Fudd tagjai kezelték (Dave Lennox és Benny White) és az albumra néhány saját felvétel is felkerült. Az anyag 1973 januárjában jelent meg.

### "Whiskey in the Jar" (1972–1974)
A második album kiadása után brit turnéra indultak Suzi Quatro és a Slade társaságában. A koncertek révén vegyes volt a fogadtatásuk, de a legtöbb helyen a közönség csak a listákat uraló Slade-re volt kiváncsi. A sok kiábrándító koncert után, az egyik előadás alkalmával Lynott azt mondta a közönségnek, hogy „Adjatok nekünk egy esélyt!”. Az egyik próba alkalmával (ami egy pub-ban volt) elakadtak a zeneszerzéssel, mire Lynott ír népdalokat kezdett el énekelni és gitározni. Előadta a Seven Drunken Nights és a Whiskey in the Jar című szerzeményeket, mely utóbbinál az együttes menedzsere is jelen volt. Fellelkesült a hallottak alapján és arra buzdította a zenekart, hogy vegyék fel és adják ki a számot. Eleinte ellenezte az ötletet a zenekar (főleg Bell), de végül elfogadták a javaslatot. A Whiskey in the Jar 1972. november 3-án került a lemezboltok polcaira, a B-oldalára pedig a Black Boys on the Corner került, amit a zenekar az A oldalra akart rakni, a B-re pedig a "Whiskey in the Jar"-t. A menedzsment viszont fordítva, ezért "kiegyeztek döntetlenben" vagyis az A oldalt A1-nek a B-t pedig A2-nek jelölték a borítón. Az együttes ugyan engedett, de különösebben nem örült a Whiskey in the Jar kiadásának mivel úgy érezték, hogy a dal nem képviseli a saját stílusukat. A szám érdekessége hogy nem hallható benne basszusgitár, mivel Lynott is egy hathúroson játszott a felvételek alatt. A kislemez nem várt sikert aratott, miután Írországban az első, míg az Egyesült Királyságban a 6. helyre került, és 8 hétig listán is maradt. A siker hatására az együttes elő adhatta a dalt a népszerű brit Top of the Pops tévéműsorban is, majd 1973-ban Európa turnéra indultak, valamint további tévéműsorokban is szerepeltek. A Randolph's Tango címen kiadott újabb kislemez Lynott "töredezettebb munkájához" való visszatérés volt, éppen ezért Írországon kívül nem került fel a listákra.
A koncertek alatt 1973 júliusában Nick Tauber és Phil Lynott produceri munkája alatt elkezdték rögzíteni a harmadik lemezüket. A londoni Decca és AIR stúdiókban felvett anyag 1973. szeptember 21-én jelent meg Vagabonds of the Western World címmel. Amerikában és Kanadában nem a Decca, hanem a London Records adta ki a lemezt. Az albumon a blues mellett egy keményebb, hard rockos hangzás irányába mozdultak el, és utólag sok kritikus gondolja a zenekar első maradandó produkciójának. A The Rocker képében az egyik emblematikus daluk is megszületett, viszont kiadásakor a kislemez nem került fel a listákra Írországon kívül. Nemcsak a The Rocker hanem a teljes album sikertelen lett, mivel a harmadik lemeznek sem sikerült felkerülnie az eladási listákra. A zenekar kezdte elveszíteni a hitét, amit csak tetézett a kiadó nyomása, akik a "Whiskey in the Jar" nyomán egy újabb slágert akartak hallani. A fokozott stresszt és sikertelenséget Eric Bell tudta a legkevésbé feldolgozni, aki a problémák révén egyre több drogot és alkoholt kezdett el fogyasztani. A helyzetet súlyosbította hogy Bell és a többiek között zenei nézeteltérések is kezdtek megjelenni, valamint az északír helyzet is frusztrálta a gitárost. A Vagabonds of the Western World turnéjának belfasti állomásán döntött úgy, hogy kilép a zenekarból: „Valami azt sugallta, hogy csak dobd fel a gitárt a levegőbe, és sétálj le a színpadról.” Távozása után a Skid Row révén már korábbról ismert Gary Moore-t kérték fel, hogy befejezhessék a turné hátralévő állomásait. Moore három hónapig, 1974 áprilisáig segítette ki a Thin Lizzy-t, de nem lehetett rá számítani, ezért nem maradt tovább. Három dalt rögzített vele a zenekar, beleértve a Still in Love with Yout is, ami a negyedik albumra is felkerült.

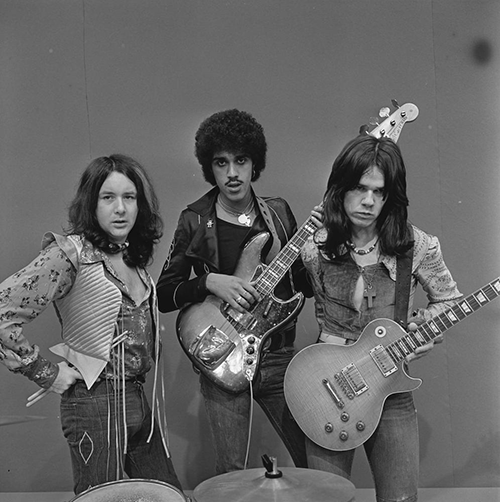
A Thin Lizzy 1974 elején. Balról-jobbra: Brian Downey, Phil Lynott, Gary Moore

A megüresedett gitárosi posztra Lynott és Downey két zenészt vett be, hogy 1974 májusában Németországban tudjanak koncerteket adni. Egyikük az ex-Atomic Rooster és Hard Stuff gitáros John Cann lett, míg a másik a Berlinben született Andy Gee, aki korábban játszott Peter Bardens és Steve Ellis mellett is. Hamarosan kiderült, hogy ez a felállás ideiglenes lesz, mivel Lynott és Cann között ellentétek alakultak ki, míg Gee pedig szerződést kötött egy lemezcéggel. A turné hamar befejeződött, miután a kiábrándult Downey kilépett a zenekarból. Döntésében nagy szerepet játszott az is, hogy az együttesnek lejárt a szerződése a Decca kiadóval, amit a cég nem kívánt meghosszabbítani. Downey végül meggondolta magát majd Lynott társaságában nekiálltak új gitárosokat keresni. Választásuk a mindössze 18 éves Brian Robertson-ra és a Kaliforniából származó Scott Gorham-re esett. Az új felállás gyorsan összeszokott, és a Trident illetve Olympic stúdiókban felvették a következő albumot. Az anyag producere Lynott mellett az ekkor még ismeretlen Ron Nevison lett. A klasszikusnak tartott felállás 1974. november 8-án adta ki első (sorban a 4.) albumát Nightlife címmel. Az együttes új kiadója a Vertigo lett, bár Kanadában a Mercury dobta piacra az anyagot. A lemez továbbra sem tette ismertté a zenekar nevét, amely eladásai alapján fel sem került a listákra. Az anyag kevésbé lett kemény mint az elődje, de utólag általában jó kritikákat szokott kapni. Stephen Thomas Erlewine az AllMusic írója három és fél pontot adott rá az ötből, és egy "alúlértékelt gyöngyszemnek" nevezte, amely sok szempontból elindította a zenekar klasszikus korszakát. Az együttes viszont nem volt elégedett a felvétellel, mivel véleményük szerint a Ron Nevison által kreált hangzás túl lágy lett. Gorham később "nevetségesen szelíd" hangzásúnak nevezte az anyagot.

### "The Boys Are Back in Town" (1975–1977)
1975 elején pályafutásuk során első ízben az Egyesült Államokban kezdtek el turnézni Bob Seger majd a Bachman–Turner Overdrive előzenekaraként. Utóbbi zenekar ekkor adta ki You Ain't Seen Nothing Yet című nagysikerű slágerét, amelynek apropójából Európában is turnéztak. Ezen a nagysikerű körúton szintén fellépett előttük a Thin Lizzy. A koncertek után 1975 májusában a londoni Olympic stúdióba vonultak, hogy rögzítsék az ötödik albumukat. Az együttes okulva az előző anyag hangzásán, egyedül Lynott-ra bízta a produceri feladatokat. A Fighting 1975. szeptember 12-én jelent meg, és változásokat mutatott a korábbi anyagokhoz képest. Megőrizve addigi erényeiket a blues és kelta folkos gyökereiket, egy keményebb hard rock irányba mozdultak el. Ezen az albumon hallhatóak elsőként az együttes védjegyének számító ikergitáros melódiák, amelyek egy teljesen egyéni hangzást biztosítottak a zenekar számára. Visszaemlékezésük szerint ebben a véletlen is közrejátszott, mivel  Brian Robertson-nak mindössze egy gitársávot kellett volna megdupláznia, ő azonban kicsit „megcsúszott” a feljátszással, ezzel a bakival viszont egy teljesen egyedi sound-ot hozott létre. Ezek a jellegzetes ikergitár harmóniák a Bob Seger feldolgozásban a Rosalieben, valamint a Suicide és Wild One dalokban jelentek meg elsőként. Az album kedvező kritikákban részesült, később az Allmusic kritikusa Stephen Thomas Erlewine négy és fél pontot adott rá az ötből. Egy klasszikus és kemény albumként jellemezte, amelyen már megtalálta az együttes a saját hangját. Dicsérte Scott Gorham és Brian Robertson dühös és harmónikus játékát, valamint Lynott "teljes kivirágzását költőként". A "Fighting" eladási szempontból is előrelépést jelentett elődeihez képest, miután a brit albumlistán felkúszott a 60. helyre. Az anyag népszerűsítése a Status Quo előzenekaraként adott fellépések alkalmával ment végbe.
A zenekar kislemezei továbbra sem kerültek listára, ezért a Vertigo kiadó emberei kilátásba helyezték, hogy fel kéne dolgozniuk egy slágert. A menedzsment visszautasította az ötletet, mondván hogy Lynott sokkal jobb dalokat tud írni, mint a kiadó által kiválasztott dalok. A készülő lemezről a The Boys Are Back in Town című dalt választotta ki Chris O'Donnell menedzser, a zenekar viszont vele ellentétben nem várt túl sokat a daltól. Eredetileg fel sem akarták rakni a lemezre és amikor Gorham megtudta hogy a menedzser kislemez slágernek szánja a dalt majdnem kiröhögte. Végül engedett a zenekar és O'Donnell jóslata beigazolódott. Először az Egyesült Államokban adták ki a dalt és aratott azonnali sikert. A szám hatására az együttes koncertbevétele három hónap alatt a tízszeresére ugrott fel, a dal pedig a Billboard Hot 100 kislemezlistáján a 12. helyre került. A sikert látván a kiadó brit részlege az Egyesült Királyságban is kiadta a dalt ahol a 8. lett, Írországban pedig az első. Az együttes legnépszerűbb felvétele meghozta a zenekar számára a nemzetközi ismertséget, amit a rádiós játszásnak köszönhetően sok olyan ember is ismer, akik nem hallottak a zenekarról. Az együttes a zenészek elismerését is kivívta, Bob Geldolf azt nyilatkozta a dalról, hogy ott van a TOP5 rock and roll szám között.
Hatodik albumuk a Jailbreak 1976. március 26-án jelent meg, és a The Boys Are Back in Town sikerének köszönhetően már az előrendelések alapján is jól fogyott. A lemezt John Alcock producerrel vették fel a londoni Ramport Studios-ban 1975 decembere és 1976 februárja között. A Jim Fitzpatrick által készített képregény stílusú borítóval megjelent album Angliában a 10., míg Amerikában a 18. helyre került, és mindkét országban aranylemez lett. A "Jailbreak" egyaránt aratott kritikai és közönségsikert, sokan tartják minden idők egyik legjobb hard rock albumának. Az Allmusic recesssziója egy „igazán kivételes albumnak” írja le, amelynek energiája ma is kellőképpen dinamikus. A lehetséges ötböl öt pontot kapott, Gorham és Robertson gitármunkáját pedig a 70-es évek egyik legjellemzőbb hangjaként jellemezte. Ezen az anyagon hallhatóak a The Boys Are Back in Town mellett az együttes olyan közismert koncertkedvencei, mint a "párbajos szólójáról" híres Emerald, a Cowboy Song, a Warriors vagy a címadó Jailbreak. Az album kiadása után az Egyesült Államokban indultak turnéra, ahol jelentős tömegek előtt léphettek fel az Aerosmith, a Rush és a REO Speedwagon előzenekaraként. 1976 júniusában egy újabb amerikai turnét terveztek ezúttal a Ritchie Blackmore vezette Rainbow előzenekaraként. A fellépések komoly sikert arattak, amit a zenekar tagjai is éreztek. Gorham szerint elsöprő formában voltunk akkoriban minden túlzás nélkül. Úgy éreztük, hogy akár a Rainbow-t is megesszük reggelire. Akkoriban az volt a mottónk, hogy "vérrel borítjuk be a színpadot, hogy aztán a főbanda csak csúszkáljon odafent (nevet)". A Rainbow turnéján a Thin Lizzy legalább annyi embert vonzott be a koncertekre, mint a fő attrakció, ezért a brit együttes technikusai szándékosan lehúzták a Thin Lizzy hang és fénytechnikáját. Ezért pár fellépés után lemondta a további koncerteket a Thin Lizzy, valójában azonban Lynott hepatitis fertőzése állt a háttérben. Az orvosok javaslatára fel kellett hagynia az alkohollal, és kórházba kellett vonulnia. Lynott azonban azt hazudta zenésztársainak, hogy csak egy évig nem nyúlhat italhoz. 1976 telére újabb amerikai turnét terveztek, azt viszont Robertson verekedés miatti ujjsérülése miatt kellett elhalasztani. A gitáros 1976 november 23-án a Speakeasy Club-ban próbálta megvédeni Frankie Miller barátját a Glaswegian énekesét. Éppen a Gonzalez reggae zenekar játszott a klubban, amikor a részeg Miller a zenélő Gordon Hunte gitárost sértegette. Hunte később megtámadta Millert egy öltözőben lévő üveggel, és Robertson beavatkozott, mire idegkárosodást szenvedett el a keze. Robertson azt állította, hogy az akkori jelentésekkel ellentétben nem volt részeg.
Mindeközben a Melody Maker olvasói az együttest szavazták meg az "év legfényesebb reménységének".
Lynott betegsége alatt már elkezdte írni az újabb dalokat, az együttes pedig 1976 augusztusában vonult stúdióba. Ezúttal is John Alcock producerrel és a The Who stúdiójában a Ramport Studios-ban folytak a felvételek. A Johnny the Fox album 1976. október 16-án jelent meg, de a felvételek közben már kezdtek kiéleződni az ellentétek Lynott és Robertson között. Legfőképpen a Don't Believe a Word dal rögzítése közben akadtak nézeteltérések a zenészek között. A dal eredetileg egy 12 ütemű lassú blues számnak indult, de Robertson nem volt kibékülve vele, és egy gyorsabb a saját izlésének megfelelő riffet rakott bele. Lynott hagyta meggyőzni magát, így a Robertson által favorizált verzió lett a végleges, míg a Lynott-féle lassú változat 1978-as Gary Moore-ral közös lemezére a Back on the Streetsre került fel. A drog és alkoholproblémák egyre súlyosabbak lettek, Lynott mellett Robertson-nál is, aki ilyenkor mindig vehemens vérmérsékletű lett. A Johnny the Fox folytatta a "Jailbreak" által megkezdett utat, bár a Melody Maker korabeli áttekintésében Harry Doherty "sokkal finomabbnak, a dallamokat erősebbnek, és ami a legfontosabb, az anyag hatókörét sokkal szélesebbnek nevezte mint amit a Jailbreak hard rockja felmutat". Később Stephen Thomas Erlewine az Allmusic írója viszont kijelentette, hogy a "Johnny the Fox az előző albumhoz, a Jailbreakhoz képest elmarad", annak ellenére hogy négy pontot adott rá, és "ugyanolyan erősségeket mutat, mint elődje, azaz Lynott szövegei és a csoport zenei ereje a fő vonzerő". Az album megszilárdította a zenekar hírnevét, bár Amerikában nem lett olyan sikeres mint az elődje. A Billboard 200 listáján az 52. helyre került, az Egyesült Királyságban viszont a 11. lett. A Don't Believe a Word kislemezként is sikeres lett Angliában, miután a 12. helyig kúszott felfelé. Az albumot népszerűsítő turné sikeres lett, beleértve a magas színvonalú televíziós megjelenéseket (például Rod Stewart társaságában a BBC TV Special-ban), vagy a három hónapos amerikai turnét a Queen előzenekaraként. Az utóbbi körút igen sikeres volt, és Robertson sérülése miatt ezeken a fellépéseken Gary Moore-t hívták vissza kisegítő gitárosként. Mivel Lynott és Robertson között elmérgesedett a viszony, a frontember megkérte Moore-t, hogy csatlakozzon teljes jogú tagként. Moore elutasította az ajánlatot és visszatért korábbi zenekarába a Colosseum II-ba.

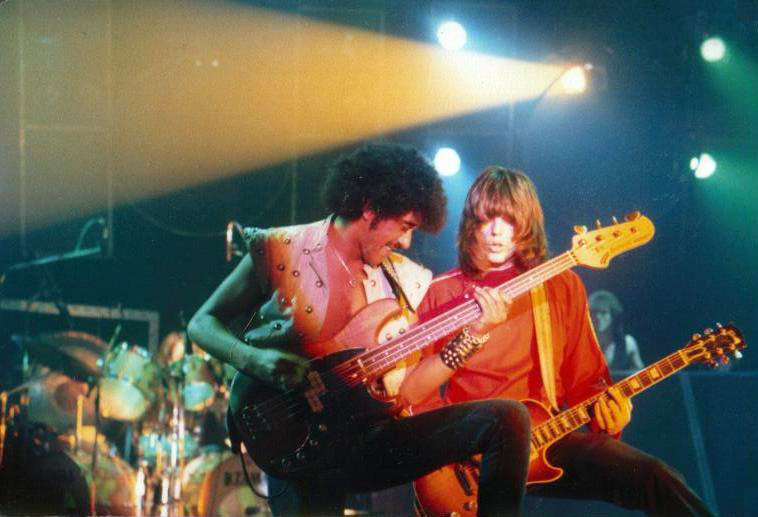
Thin Lizzy koncert

Robertson ugyan még a zenekar tagja volt, de nem volt biztos a helyzetében, ezért kísérletet tett egy másik zenekar elindítására a Rainbow basszusgitáros Jimmy Bain-el. Az amerikai turné előtt Lynott meghívta az ír gitáros Jimi Slevint (korábban az ír Skid Row-ban is megfordult), hogy „próbáljon ki néhány dolgot”, arra az esetre ha Robertsont helyettesíteni kellene a jövőben. 1977 májusában és júniusában a kanadai Torontoba repült a zenekar, hogy a Toronto Sound Studios-ban felvegyenek egy újabb lemezt. A producer a zenekar mellett Tony Visconti lett, aki korábban főleg a T. Rex és David Bowie lemezei miatt lett ismert. A Bad Reputation album 1977. szeptember 2-án jelent meg, és a lemez érdekessége hogy Robertson gitárjátéka csak pár szóló erejéig volt hallható, mivel egy kis időre kilépett a zenekarból. Egy hónappal a felvételek előtt Gorham sürgetésére Robertson csatlakozott hozzájuk mint saját szavaival élve "stúdiózenész", Lynott szavával mint "vendég". Robertson három dal felvételeiben vett részt, majd júliusban hivatalosan is visszakerült a zenekarba. A Bad Reputation album kedvező visszhangra talált, mivel elegyítette a hard rock húzóerejét, a folkos dallamosságot, a lírai romantikus hangulatot, valamint a heavy metal-t előrevetítő döngölős riffeket. Stephen Thomas Erlewine kritikus (Allmusic) fél pont híján maximális pontot adott rá, és az addigi legkeményebb albumuknak nevezte, ami felveszi a versenyt a "Jailbreak" szintjével. Más írások dicsérték a lemez egyszerre "hangos és zenei" megközelítését, amivel a punk hullám közepén is sikeresek maradhattak, "mivel sok bunkónak tetszett, ezáltal biztosítva a fiatalság támogatását". A szaxofonszólóval megtámogatott Dancing in the Moonlight (It's Caught Me in Its Spotlight) kislemez egy újabb slágert termett, ami a 14. lett a brit listán. A Bad Reputation album a kritikai mellett kereskedelmileg is sikeres lett. Amerikában a 39. lett, míg az Egyesült Királyság lemezlistáján a 4. helyig jutott. Az album négy hét alatt aranylemez lett Angliában, az év 12 hónapjából 8-at pedig úton töltött a zenekar. Ekkoriban már a punkhullám uralta a brit színteret, a Thin Lizzy ennek ellenére sikeres tudott maradni, gyakran léptek fel főzenekarként több tízezer fős fesztiválokon. Többek között az 1977-ben megrendezett nagysikerű Reading Festival-on is.

### "Live and Dangerous" és Gary Moore visszatérése (1978–1979)
1978 márciusában a Rainbow színházban adtak koncertet, amit több országban sugározott a tévé, Angliában viszont nem. 1978-ban egy újabb stúdióalbum kiadását tervezték, de Tony Visconti producer egyéb munkái miatt, kényszermegoldásként egy koncertlemez megjelentetése mellett döntöttek. A Bad Reputation turnéján többek között Philadelphiában, Londonban és Torontóban is rögzítették a koncerteket, amik a Live and Dangerous címmel 1978. június 2-án megjelent anyag alapjául szolgáltak. Az album valójában csak részben koncertanyag, mivel a felvett dalok jelentős utómunkálatokon estek át. Hogy mekkora arányban arról megoszlanak a vélemények, Visconti producer szerint 30-70 százalék az élő és újra felvett részek aránya. Ezt az állítást tagadják a zenekar még élő tagjai, mivel szerintük kisebb ez az arány. Az bizonyos, hogy a basszusgitár sávjain több javítást is eszközöltek, de Visconti szerint csak a dobok és a közönségzaj az élő. Brian Robertson azonban vitatta ezt, mondván, hogy megtagadta Lynott kérését, amikor megkérte hogy újra rögzítse a gitárszólóit. Gorham később egyetértett azzal, hogy megpróbálta újrarögzíteni a szólóit, de hozzátette hogy végül nem változtattak a felvételeken. A keverést és a zenei rájátszást a londoni Good Earth Studios-ban végezték el. Az utólagos belenyúlások ellenére az album lelkes fogadtatásra talált, sokan tartják minden idők egyik legjobb koncertlemezének.
Stephen Thomas Erlewine négy és fél pontot adott rá az ötből, és "a 70-es évek egyik legjobb élő LP-jének" és egy "igazi élő klasszikusnak" nevezte, amely több energiát tartalmaz, mint az eredeti albumok. Az NME írója Tim Chester az utólagos rájátszások ellenére is "a valaha hallott legjobb élő albumként" írt róla. Az erőtöl duzzadó dinamikus hangzású album, azóta is a legjobb koncertalbumok listájának az élbolyában szokott végezni. A Planetrock.com The Greatest Live Album Top 40 listáján az első, míg az NME 50 Greatest Live Albums of All Time listáján szintén az első helyre került. A Classic Rock magazine 2004-ben szintén megválasztotta minden idők legjobb koncertalbumának. A Live and Dangerous 84. lett Amerikában, míg az angol lemezlistán a 2. helyre került és platinalemez lett. A sikereket azonban beárnyékolta Robertson, akinek Lynott-nal szembeni nézeteltérései lehetetlenné tették a további folytatást. 1978. július 6-án egy Ibiza-i koncert után véglegesen kilépett a zenekarból. Távozása után hamarosan összeállt Jimmy Bain-el, akivel megalapította a Wild Horses zenekart, majd később a Motörhead tagja lett. A távozó Robertson helyére Lynott Gary Moore-t hívta vissza, aki ezúttal már állandó tagként csatlakozott a zenekarhoz.
1978. december 21-én Dublinban egy koncert erejéig Phil Lynott fellépett a "The Greedy Bastards" koncertjén, ahol néha a gitáros Pete Briquette is tag volt. Közben gyakran szerepelt együtt Steve Jones és Paul Cook (mindketten Sex Pistols) társaságában, valamint Chris Spedding és Jimmy Bain alkalmi formációjában a The Greedy Bastards-ban is, ami leginkább a Thin Lizzy számait játszotta. Ily módon Lynott képes volt összehangolni a zenekarát a punk mozgalommal, és elkerülni, hogy „dinoszauruszként” jelöljék meg, mint sok más 1970-es évekbeli hard rock zenekart. A Greedy Bastards egyéb alkalmi tagjai közé tartozott Bob Geldof és Pete Briquette is a Boomtown Rats gitárosa. Augusztusban a zenekar újabb turnét indított az Egyesült Államokban, majd Ausztráliában és Új-Zélandon adott koncerteket. Brian Downey dobos nem tudott részt venni a koncerteken tüdőgyulladása miatt, és inkább Írországba utazott, hogy ott töltsön egy kis időt. Helyére Mark Nauseef amerikai dobost szerződtették a turné erejéig. Utána Downey újra csatlakozott a zenekarhoz, és 1978 decemberétől 1979 februárjáig felvették a következő albumot. A producerek továbbra is a zenekar és Tony Visconti lettek, a felvételek pedig párizsi és londoni stúdiókban zajlottak. A számok rögzítése alatt Gorham és Lynott egyre több kábítószert kezdett el fogyasztani. Ez az album több témájában is megjelent, többek között olyan dalokban, mint például: „Got to Give It Up ”. A Black Rose: A Rock Legend címre keresztelt album 1979. április 13-án került a lemezboltok polcaira, és megjelenésekor vegyes kritikákban részesült. A Hot Press nevű ír magazin írója Dermot Stokes szerint nem jelent jelentős eltávolódást az együttes akkor már kikristályosodott hangzásvilágától. A Smash Hits egyik szerkesztője Red Starr kijelentette, hogy "az albumban nincsenek "emlékezetes dallamok", és hogy az ír népdalok keverése a hard rockkal "szokatlan rendetlenséget" tükröz a címadóban. Starr elismerte, hogy a zenekar rajongói elégedettek lesznek az ismerős kemény rock stílusú dalokkal, de azt is megjegyezte hogy semmi újdonságot nem tartalmaz. Az újabbkori kritikák viszont egyöntetűen pozitívan írnak róla. Greg Prato kritikus négy és fél pontot adott rá az ötből, és a "Thin Lizzy utolsó igazi klasszikus albumaként" jellemezte, kiemelve a dalok változatosságát. Hozzátette, hogy Gary Moore játéka tökéletesen illeszkedik a zenekarhoz, és csodálatosak az albumon hallható összetett gitárszólók. A lemez egyik legnagyobb slágere a Waiting for an Alibi lett, ami Angliában 9., Írországban pedig a 6. lett a kislemez listákon. A Sarah szintén megjelent kislemezen, amelyet Lynott a kislányának dedikált. A lemez érdekessége még a 7 perc feletti Róisín Dubh (Black Rose): A Rock Legend, amelyben a kelta hatások és az ikergitáros témák különös keveréke hallható. Az album csak a 81. helyig jutott az amerikai albumlistán, angliában viszont aranylemez lett és a 2. helyre került.

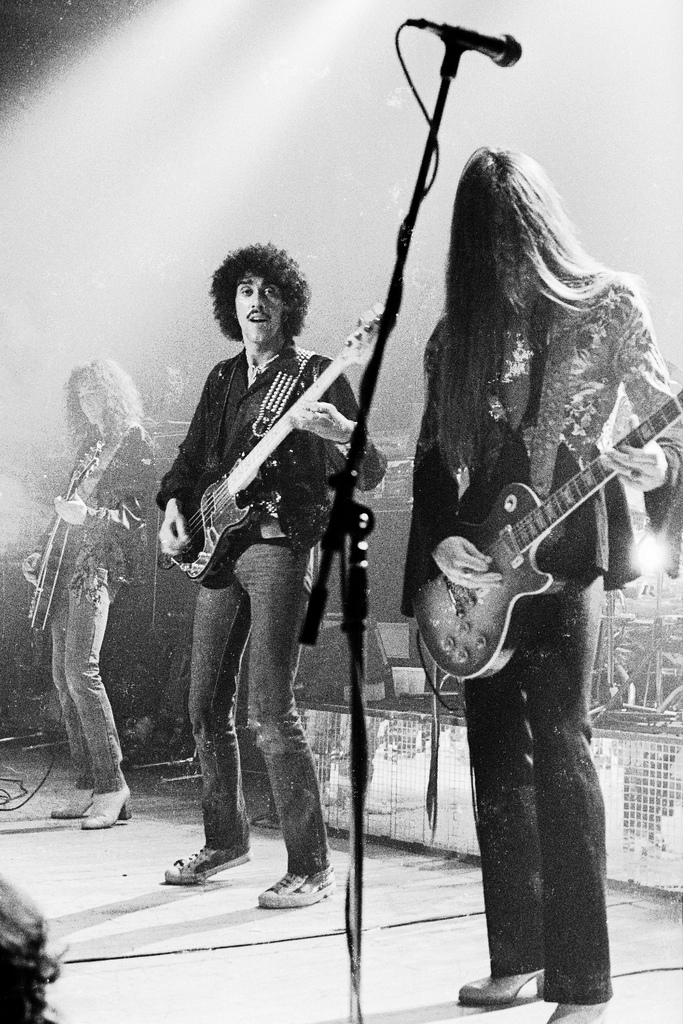
Brian Robertson, Phil Lynott és Scott Gorham a Bad Reputation turnéján 1977. november 24-én

A lemez turnéja során három európai koncertet le kellett mondaniuk Lynott ételmérgezése miatt, majd 1979. július 4-én Gary Moore-t kitették a zenekarból két USA fellépés elmulasztásáért. Harmadszori távozása után, saját turnéra indult az Egyesült Államokban. A gitáros a Thin Lizzy tagjaként is adott ki szólólemezeket, az 1978-as Back on the Streets albumán Downey és Lynott is közreműködött. Erről az anyagról a Parisienne Walkways kislemezen is megjelent, és 1979-ben a brit listák 8. helyére került. Évekkel később azt nyilatkozta, hogy nem bánta meg hogy kirakták a zenekarból, bár elismerte hogy másképpen kellettvolna hozzáállnia a dolgokhoz. Ezt követően egyéni karrierjét nagyobb odafigyeléssel folytathatta. Ezt követően sikeres szólókarriert futott be, megtartva Lynott-tal való barátságát, akivel a későbbiekben is zenélt együtt. 1985-ben az Out in the Fields című szerzeményük 5. lett a brit kislemezlistán. A legendás hírű gitáros szívinfarktusban halt meg Esteponában, (Spanyolországban), 2011. február 6-án, 58 éves korában. Moore távozása után pár nappal már újra turnézott a Thin Lizzy Midge Ure gitárossal, aki ideiglenesen segítette ki a zenekart. Ure a Black Rose albumon a "Get Out of Here" dalnak a társszerzője volt, és már ekkoriban fontolgatta hogy belép az Ultravox zenekarba. Előbb azonban megegyezett Lynott-al, hogy kisegíti a zenekart a félbeszakadt turné során. Ez időtájt jelent meg a The Continuing Saga of the Ageing Orphans című válogatásalbum, amelynek összeállítása során Midge Ure Eric Bell gitárrészeit újra feljátszotta. Ezt követően a Thin Lizzy bejelentkezett az 1979 augusztus 25-én megrendezésre kerülő brit Reading Festival-ra, de a zavaros felállás miatt le kellett mondaniuk a fellépést. Mielőtt szeptemberben Japánban adtak volna koncerteket Lynott úgy döntött, hogy Dave Flett személyében (Manfred Mann’s Earth Band) egy másik gitárost vesz be, hogy Ure szükség esetén a billentyűs hangszereket tudja kezelni. A turné sikeresen befejeződött, de a felállás két ideiglenes tagot tartalmazott, és Lynott sok időt töltött Thin Lizzy-n kívüli projektekre, többek között más zenekarok anyagainak összeállítására és előállítására, valamint első szólóalbumának elkészítésére is. Ezen kívül újra aktiválta a Greedy Bastards-t, amivel 1979 decemberében kiadta a "Merry Jingle" című egyszeri karácsonyi kislemezt. A felvételen csak a Greedies név szerepelt a zenészeket pedig Lynott, Gorham, Downey és a Sex Pistols két tagja Steve Jones és Paul Cook alkotta. A dal 28. helyre került az Egyesült Királyságban.

### Utolsó évek és a feloszlás (1980–1983)
Phil Lynott 1980-ban miközben kereste az együttes új gitárosát, az első szólóalbumát is elkészítette. A Solo in Soho című album 1980 tavaszán jelent meg, és a Thin Lizzy zenéjénél lágyabb rockdalokat tartalmazott. Az anyagon számos vendég szerepelt (Gary Moore, Scott Gorham, Jimmy Bain, Mark Knopfler, Snowy White stb.), és 28. helyig jutott a brit listán. Lynott 1980. február 14-én megházasodott, és felesége júliusban megszülte második lányát. Dave Flett remélte, hogy a Thin Lizzy állandó tagja lesz, de Lynott a szólólemezén is szereplő Snowy White mellett döntött, aki korábban a Pink Floyd és Peter Green mellett is zenélt. Midge Ure távozása után Darren Wharton billentyűs is a zenekar tagja lett, röviddel White csatlakozása után 1980 áprilisában. Wharton mindössze 18 éves volt, és eredetileg ideiglenes tagként alkalmazták. A Lynott-Downey-Gorham-White-Wharton felállás rövid turnék között felvette következő albumát, a londoni Dean Street Studios-ban. A Chinatown album a zenekar és Kit Woolven produceri irányítása mellett 1980. október 10-én jelent meg. A lemez nem kapott olyan jó kritikákat mint az elődei, és kereskedelmi téren is visszaesést produkált. Később Greg Prato az AllMusic kritikusa három pontot adott rá az ötből, és felrótta Gary Moore és Tony Visconti producer hiányát. Prato dicsérte az egyik oldalt, amely a legjobb dalokat tartalmazza, köztük az "We Will Be Strong", vagy a popos "Sweetheart", míg a másik felére azt írta, hogy „szinte teljes egészében unalmas töltelékdalokból áll”. Ennek ellenére úgy vélte, hogy a "Chinatown" nem a legrosszabb albumuk. A kanadai újságíró, Martin Popoff 8 pontot adott rá és a recenziójában azt írta, hogy "a dalok kényteleneknek tűnnek és túlságosan aktualizálódnak", valamint "a színvonal az együttes átlaga alatt van". A Chinatown a 120. lett az amerikai Billboard lemezlistán, míg Angliában a 7. helyre került. A korábbiakkal ellentétben nem lett aranylemez az Egyesült Királyságban, hanem csak ezüst. A címadó Chinatown kislemez a 21. lett a brit kislemezlistán, míg a "The Yorkshire Ripper" néven híressé vált sorozatgyilkos Peter Sutcliffe-ról szóló Killer on the Loose a 10. helyre került (Írországban az 5.). A lemez kiadása után sikeres japán és ausztrál turnékat bonyolítottak le, majd az Egyesült Államokban adtak koncerteket, amelyek az utolsó fellépéseik lettek Amerikában. 1981 elején Lynott a második szólóalbumán kezdett el dolgozni, Thin Lizzy és vendég zenészekkel egyaránt. Ugyanebben az időben a zenekar a következő Thin Lizzy albumhoz is írt dalokat, így sokszor a zenészek nem mindig voltak biztosak abban, hogy melyik albumon dolgoznak. Chris Tsangarides a Thin Lizzy új producere is úgy nyilatkozott, hogy zavaros érzés volt a levegőben, mert néha senki sem tudta, hogy Phil szólóalbumán vagy Lizzy albumon dolgoznak-e. Snowy White gitáros úgy érezte, hogy ha a szólólemezen is dolgoznia kell, akkor csak úgy mint a Thin Lizzy-nél fizetséget kellett volna kapnia. Lynott alkohol és drogfüggősége ekkoriban már egyre nagyobb méreteket kezdett ölteni, heroinfüggőségéről úgy nyilatkozott, hogy „eltünteti a valóságot, ha nagyon sok problémád van.”
1981 áprilisában megjelent egy The Adventures of Thin Lizzy című válogatásalbum, amely 6. lett a brit albumlistán. A sikert nagymértékben segítette egy televíziós reklámkampány. Ezzel egy időben egy új kislemez a "Trouble Boys" is megjelent, amely 53. helyezésével a legrosszabb eredménye volt a zenekarnak 1975 óta. Wharton és White szerint csak Lynott-nak tetszett a dal, a többiek ki sem akarták adni. Az volt a zenekar terve, hogy a következő album címe is "Trouble Boys" lesz, de miután a kislemez megbukott elvetették az ötletet. A lemezkészítés közben koncerteket is adtak, felléptek 1981. augusztus 16-án az első alkalommal megrendezett nagyszabású ír Slane Concert fesztiválon. A főzenekarként fellépő Thin Lizzy előtt fellépett Hazel O’Connor, a Sweet Savage, a The Bureau, a Rose Tattoo, a Mama´s Boys és a U2 is. A soron következő album Renegade címmel 1981. november 15-én jelent meg, a produceri teendőket a zenekar és Chris Tsangarides látta el. A lemez felvételei kilenc hónapot vettek igénybe, és egyes londoni stúdiók mellett a Bahamákon található híres Compass Point Studios-ban is dolgoztak. Az album csak úgy mint a Chinatown konceptlemez lett, és az együttes zenéje fokozatosan veszített meggyőzőerejéből. Greg Prato az együttes legrosszabb albumának nevezte, elsősorban Snowy White gitárstílusa és Lynott lapos éneklése miatt. Hozzátette, hogy a lemez gyenge minősége (2 pont az ötből) Lynott droghasználata miatt lehetséges, a "The Pressure Will Blow", a "Leave This Town" és a "Hollywood (Down on Your Luck)" dalokat pedig kiemelte, mint a lemez legjobb dalait. David Fricke a Rolling Stone írója szintén 2 pontot adott rá, és csalódottságát fejezte ki Lynott énekesi és dalszerzői teljesítménye kapcsán. Martin Popoff kanadai újságíró viszont dicsérte az albumot, a kitűnő dalokért és a professzionális korszerű hangzásért. A "Renegade-t' a mélyen lelkes és gazdag textúrájú hard rock tökéletes mesterműveként jellemezte, melynek teljessége és érettsége általában csak akkor jelenik meg, ha többször meghallgatjuk. A kislemezen kiadott Hollywood (Down on Your Luck) és az Angel of Death ugyanolyan sikertelen lett, mint maga az album. Amerikában a 157., míg Angliában csak a 38. helyre került a lemez. A Hollywood (Down on Your Luck) a 103. lett, bár a US Mainstream Rock listán a 24. helyre került. Annak ellenére hogy Gorham és Wharton is aktív dalszerzőként közreműködött a szerzeményekben, elégedetlenségüket nem titkolták a későbbiekben olyan számok iránt mint az "Angel of Death", a "Fats" és a "Mexican Blood".
A lemez európai turnéja nem ment végbe zökkenőmentesen, Downey és Gorham személyes problémák miatt pihenőre kényszerült. Downey februárban részt vett egy dániai éjszakai klub megnyitásán, míg Gorham kábítószer okozta kimerültségben szenvedett. Downey kihagyott öt koncertet, és helyére három fellépés erejéig ismét Mark Nauseef ült a dobok mögé. A maradék kettő koncerten Mike Mesbur segítette ki a zenekart, aki az előzenekar a "The Lookalikes" tagja volt. Márciusban Gorham kimerült és hazatért; nyolc koncertet tartottak kvartettként, és hat továbbiat elhalasztottak. 1982. szeptember 17-én Phil Lynott második albuma a The Philip Lynott Album is kiadásra került, amely sokkal kedvezőbb kritikákban részesült mint a Thin Lizzy azt megelőző két lemeze. Az anyaggal Lynott turnéra is indult. Snowy White 1982 augusztusában elhagyta a zenekart, mivel belefáradt a zenekar rendezetlen menetrendjébe, és Lynott állandó drogproblémáiba. White személyisége is túlságosan visszafogott és csendes volt ahhoz, hogy jól illeszkedjen társai harsányabb viselkedéséhez. Kilépése után 1983-ban kiadta a Bird of Paradise című dalát, amellyel a brit slágerlista 6. helyére sikerült feljutnia. Nem sokkal White távozása után Chris O'Donnell menedzser is megszakította a zenekarral való közös munkát. Lynott közben a következő albumra kezdett koncentrálni, és gitárosként a Tygers of Pan Tang heavy metal zenekar gitárosát John Sykes-t próbálta megnyerni magának. Mire Sykes elfogadta az ajánlatot a lemezanyag már meg lett írva, kivéve a Cold Sweat című kislemezes dalt, amelybe Sykes is belerakhatta ötleteit. A Lynott-Gorham-Sykes-Downey-Wharton felállású együttes a londoni Eel Pie Studios-ban és a dublini Westland Studios-ban vette fel az anyagot 1982 végén. A Thunder and Lightning címen kiadott lemez 1983. március 4-én jelent meg, és az együttes mellett megint Chris Tsangarides lett a producere. Sykes virtuóz és friss játékával új lendületet kapott a zenekar, és kiadták az addigi legkeményebb, heavy metalos hangzású albumukat. A lemezt többnyire jól fogadta a kritika és a rajongótábor egyaránt. Martin Popoff 10/10 pontot adott rá, míg az Allmusic írója Greg Prato ötből hármat. Kiemelte Sykes inspiráló jelenlétét és leírta, hogy az 1979-es Black Rose óta a legjobb albumukat készítették el, ami határozott javulást mutat a többi 80-as években kiadott stúdióalbummal szemben. A lemez a dalok minősége mellett eladási szempontból is javulásokat tudott felmutatni. Noha az USA-ban csak a 159. lett, Angliában viszont a 4. helyre került. A sikerek ellenére a zenekar nem látta tovább a folytatás lehetőségét, ezért elhatározták hogy a lemezbemutató turné egyben a búcsúkörútjuk is lesz.
A turné során Lynott nem volt teljesen meggyőződve arról, hogy ez lenne a zenekar vége, és Sykes is folytatni akarta, de Gorham számára viszont nem volt kérdéses a jövő. A turné sikeres volt, és néhány koncertet rögzítettek egy élő album összeállításához. A fellépések során a Thin Lizzy múltbeli gitárosai közül sokan meghívást kaptak a színpadra, hogy hozzájáruljanak az eredetileg felvett dalokhoz, az egyetlen kivétel ez alól Snowy White volt. A londoni Hammersmith Odeon-beli koncert hanganyagát tartalmazó Life koncertlemez 1983. október 16-án került kiadásra. A felvétel még 1981-ben Snowy White gitárossal készült a Renegade turnéján, és a brit lemezlista 29. helyére került. Az 1983-as turné közben a Thunder and Lightning lemez The Sun Goes Down dalát kiadták kislemezen is, amely az utolsó lett a sorban, a brit listán pedig az 52. helyre került augusztusban. Ezután Lynott újabb egyéni turnét vállalt Downey és Sykes kíséretében, ahol a "The Three Musketeers" (A Három Muskétás) nevet vették fel. Ezt követően japán turnéra indult a zenekar, ahol a zenekar egyes tagjainak nehézségei akadtak a szükséges heroin megszerzésében. A japán koncertek után a brit Reading Festival főzenekaraként léptek fel 1983. augusztus 28-án, amely az utolsó koncertjük lett a szigetországban. A koncert felvétele BBC Radio One Live in Concert címmel 1992. szeptember 18-án megjelent hanganyagon is. Utolsó koncertjüket 1983. szeptember 4-én adták Nürnbergben (Németország), ahol a Monsters of Rock fesztivál keretében léptek fel.

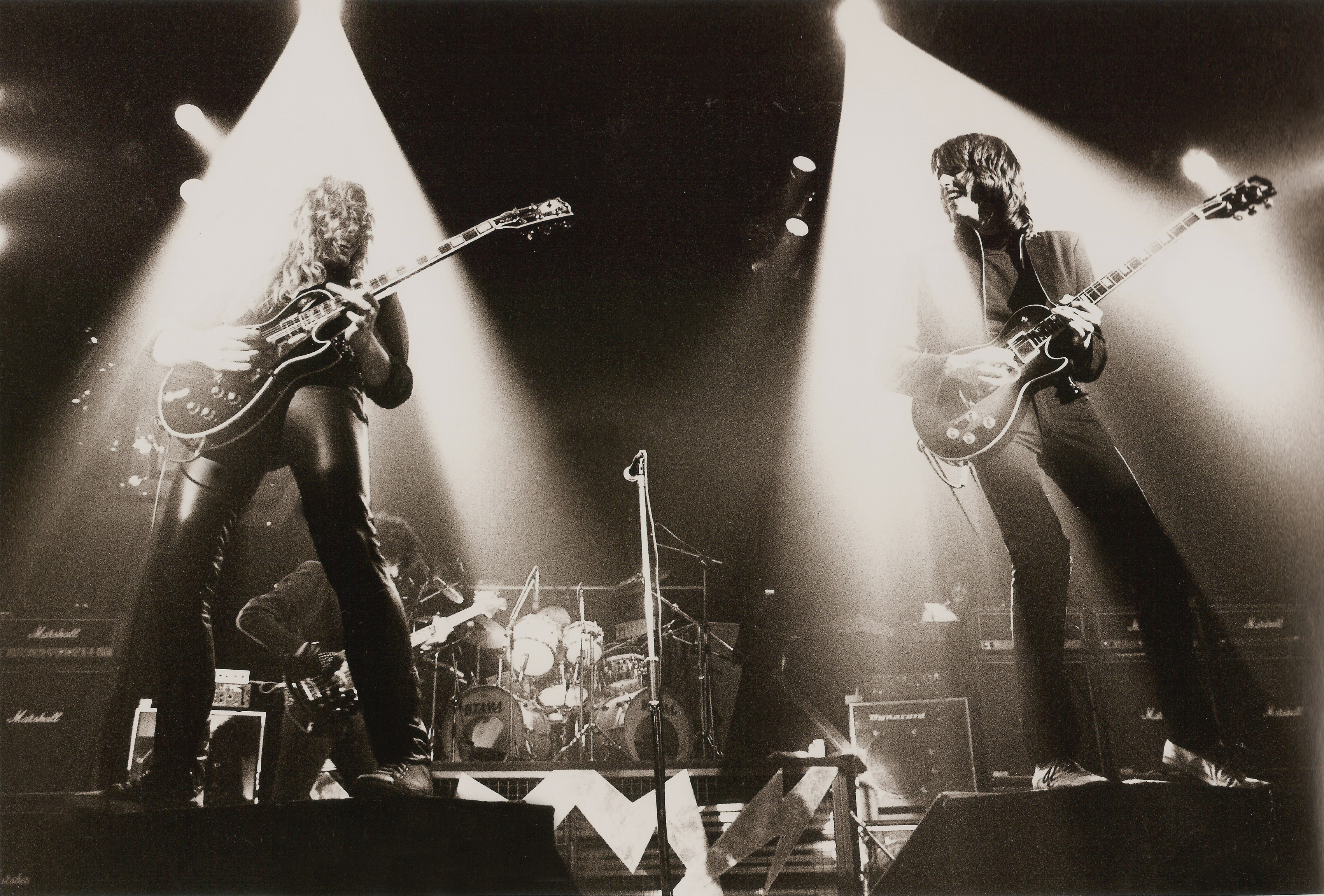
A Thin Lizzy két gitárosa John Sykes és Scott Gorham 1983-ban a Manchester Apollo színpadán

### A feloszlás utáni korszak (1984–1996)
1983 végén Phil Lynott új zenekart hozott létre Grand Slam néven, de soha nem tudtak szerződést kötni egy lemezcéggel sem, és 1985 elején feloszlott a formáció. Sykes és Downey kezdetben beleegyezett, hogy a zenekar tagjai lesznek, de végül meggondolták magukat. Sykes nem sokkal később David Coverdale kérésére csatlakozott a Whitesnake-hez. Lynott ezt követően jobban kezdett összpontosítani a saját karrierjére, és Gary Moore társaságában is írt dalokat. 1985 májusában az Out in the Fields című daluk felkerült a brit kislemezlista 5. helyére. A dal Moore Run for Cover albumán szerepelt, amelyen Lynott is aktívan közreműködött. Lynott egyéni erőfeszítései viszont nem lettek ilyen sikeresek, az utolsó kislemezdala a Nineteen csak a 76. lett a brit listán. Lynott tervbe vette egy harmadik szólóalbum elkészítését, és beszélt Downey-vel egy esetleges Thin Lizzy újjáalakítást illetően. Elképzelése szerint a két gitáros továbbra is Sykes és Gorham lett volna. 1986 januárjára már le is foglalt egy stúdiót, Sykes és Gorham viszont visszautasította az ajánlatot. Lynott és Downey a Dangerous Music révén ismerős gitárost Robin George-ot kérte fel, és a trió Lynott kewi házának hátsó kertjében stúdiófelvételeket készített 1985 decemberében. A zeneanyagot "nagyszerűnek" nevezték a zenészek, a felvételek viszont elvesztek és később sem lehetett megjelentetni őket." Lynott a Wiltshire-i Salisbury-i kórházban, 1986. január 4-én halt meg, 36 éves korában. Kábítószerfüggősége miatt belső tályogokat, tüdőgyulladást és szeptikémiát szenvedett el, ami többszörös szervkárosodáshoz vezetett.
Május 17-én a jótékonysági Self Aid segélykoncert alkalmával újra színpadra lépett a Thin Lizzy. Gary Moore, Brian Downey, Scott Gorham és Wharton mellett Bob Daisley lett a basszusgitáros, míg az énekesek Bob Geldof és Moore lettek. A "Whisky in the Jar" előadása alatt kettejükön kívül további énekesek is a színpadra léptek. 1987-ben megjelent a Soldier of Fortune című válogatásalbum, majd még ebben az évben a dublini DJ és koncertszervező Smiley Bolger emlékkoncertet szervezett ("Vibe for Philo") Lynott tiszteletére. Azóta Lynott halálának évfordulója alkalmából minden évben megrendezésre kerül a megemlékezés. A Thin Lizzy tagjai ezt követően egészen 1990-ig nem dolgoztak együtt. 1990. októberében viszont rögzítettek egy "Dedication című kislemezt, amely Lynott halálának ötödik évfordulójára jelent meg. A dal még Lynott-tal készített demóverziója "Guiding Light" címen maradt a fiókban korábbról, és ezt dolgozták ki a zenészek. A dal a Grand Slam-i időkből származik, és eredetileg Laurence Archer gitárossal írták. A gitár és dobsávokat Downey és Gorham újrajátszásával helyettesítették, és Gary Moore is beleegyezett abba, hogy részt vesz benne, de végül mégsem tette meg. A kislemezen kiadott dal a 35. helyezést érte al Angliában, míg Írországban a 2. lett 1991 elején. Ezt követően egy újabb válogatásalbum jelent meg Dedication: The Very Best of Thin Lizzy címmel. A lemez 1991. február 4-én jelent meg és a 8. helyre került a brit albumlistán. Ezzel egyidőben a "The Boys Are Back in Town" dalt is újra kiadták kislemezen, de csak a 63. helyre került Angliában, míg Írországban a 16. lett. Ezt követően számos kis összejövetel-projekt vette kezdetét. 1991-ben Robertson és Downey társult Bobby Tench énekessel, az ex-Grand Slam gitáros Doish Nagle-el és Doug Brockie basszusgitárossal. A formáció "An Evening of Thin Lizzy" néven adott egy rövidebb turnét Írországban. 1994 augusztusában Downey, Eric Bell, Robertson és Wharton Wolverhampton-ban adott egy tribute koncertet, ahol "Limehouse Lizzy", "Ain't Lizzy" és Bad Habitz neveken léptek fel. Később John Sykes a Thin Lizzy-nek egy újabb változatát alakította ki, amelyben Downey, Gorham és Wharton mellett Marco Mendoza lett a basszusgitáros, aki Sykes-el együtt játszott a Blue Murderben 1991 és 1993 között. A formáció turnéra indult, amit Phil Lynott tiszteletére hirdettek meg. Sykes a gitározás mellett az éneklést is magára vállalta. Ez a felállású formáció 1996. január 4-én a "Vibe for Philo" rendezvényen is fellépett, ahol olyan vendégmuzsikusok is szerepeltek a színpadon, mint Eric Bell, Midge Ure, Henry Rollins, a Therapy? zenekar vagy Joe Elliott és Rick Savage a Def Leppard tagjai.
Közben újabb anyagok jelentek meg Thin Lizzy név alatt. 1994-ben A The Peel Sessions a BBC Radio 1 műsorszámaiból származó gyüjteményes album, míg az 1996-ban kiadott Wild One: The Very Best of Thin Lizzy szintén egy válogatáslemez. Érdekesség, hogy a címben szereplő "Wild One" dal nem került fel a válogatásra. 1996. augusztus 20-án a Rude Awakening basszusgitárosa Robert Ryder Lynott emlékére "A Celebration of the Life of Philip Lynott" című emlékkoncertet szervezett. A fellépést Phil Lynott születésnapjának és halálának tizedik évének emlékére kérte az anyja Philomena Lynott. A koncert a The Palace in Hollywood-ban került megrendezésre és Lynott anyja személyesen is jelen volt a partnere Dennis Keeley és Smiley Bolger (az írországi Vibe for Philo emlékrendezvény promótere) társaságában. A fellépésen az alábbi előadok adták elő a Thin Lizzy dalait: Rude Awakening, Billy Sheehan, Rudy Sarzo, John Norum, Carmine Appice, a Phantom Blue zenekar, Soma, Roy Z producer és a Tribe of Gypsies zenekara, Mark Ferrari, Oslo, a Bang Tango, Stash, Iron Cross és az ír énekes-dalszerző Mark Dignam.

### A Phil Lynott nélküli Thin Lizzy (1996–napjainkig)

#### 1996–2010: John Sykes éra
1996-ban John Sykes úgy döntött, hogy Phil Lynott életének és munkájának a tiszteletére újra aktiválja a Thin Lizzy nevet. Úgy döntött, hogy Lynott távollétében a gitározás mellett maga veszi át az énekesi szerepet, és meggyőzte Scott Gorham-ot, Brian Downey-t és Darren Wharton-t, hogy térjenek vissza a zenekarba. A felállás Marco Mendoza csatlakozásával lett teljes, aki a basszusgitáros szerepét töltötte be. A zenekar sok rosszindulató kritikát kapott azért, hogy Lynott nélkül használják a Thin Lizzy nevet, de a zenészek kihangsúlyozták hogy csak Lynott dalait adják elő, új anyagot nem készítenek. Brian Downey nem tudott tovább együtt dolgozni a zenekarral ezért 1997-ben kiszállt. Helyére teljes jogú tagként Tommy Aldridge csatlakozott, aki korábban számos népszerű formációban szerzett hírnevet magának (Ozzy Osbourne, Whitesnake). Ez a felállás 2000-ig stabil maradt, és 2000 júniusában egy One Night Only című koncertlemezt is kiadott. 2001 elején amerikai klubturnéra indultak, de Wharton közben kilépett az együttesből. Ezt követően a Thin Lizzy csak szórványosan adott koncerteket a zenészek egyéb elfoglaltságai miatt. Mendoza 2000-től 2003-ig Ted Nugent zenekarával turnézott, majd 2004-ben a Whitesnake-kel adott koncerteket. Sykes két szólóalbumot adott ki 2002 és 2003-ban, míg Gorham a 21 Guns zenekarával volt elfoglalva. A Thin Lizzy legközelebb 2003-ban indult turnéra (Global Chaos tour), amely során Guy Pratt lett a basszusgitáros. A későbbiekben Wharton kijelentette, hogy a Thin Lizzy kevesebb koncertet fog adni, nagyobb helyszíneken. Úgy érezte, hogy a saját zenekarának a Dare-nek a megtapasztalása után nem volt elég kielégítő az, hogy a Lizzy-ben Gorham és Sykes mögött háttérbillentyűsként játszhasson. Sykes ekkoriban azt mondta, hogy az összes korábbi Thin Lizzy tag bármikor szívesen felléphet a Thin Lizzy koncertjein.
2004-ben a zenekar újra aktiválta magát, Sykes és Gorham mellett az "Angel" korábbi basszusgitárosa Randy Gregg, valamint Michael Lee dobos lettek az új tagok. Lee korábban Robert Plant és a The Cult mellett lett ismert. 2004 telén Észak-Amerikában turnéztak, majd nyáron a Deep Purple különleges vendégeiként adtak koncerteket. Ez a felállás azonban ideiglenesnek bizonyult, mivel Mendoza 2005-ben visszatért, majd Aldridge is 2007-ben. Továbbra sem terveztek új albumot, bár a zenekar folytatta a turnézást. A 2007. december 13-i londoni Hammersmith Apollo-ban adott koncerten Sykes, Gorham és Aldridge felállás mellett Francesco DiCosmo volt a basszusgitáros. Sykes kijelentette, hogy Thin Lizzy továbbra is csak "tribute" zenekarként működik, és nem lenne helyénvaló új anyagot felvenni a név alatt. Hozzátette, hogy bár a meglévő zenekar tagjai együttesen felvehetnének egy lemezt, az nem lenne olyan mint a Thin Lizzy. 2007-ben Gorham azt mondta, hogy Lynott a koncerteken még mindig megkapja az "őt megillető éljenzést", és hogy a jelenlegi Thin Lizzy nem a pénzért működik. Interjújában elárulta, hogy abbahagynák, ha már nem éreznék a motivációt és nem szívből zenélnének. Kifejtette, hogy sok köze van a dalokhoz – ha rosszabbak lennének, akkor talán mind elfáradtunk volna és leállnánk. Fenntartom, hogy Lynott is jóváhagyná a zenekar folytatását: Hosszú órákat dolgozott, és több ezer mérföldet utazott, hogy egy bizonyos szintre eljuthasson. A dalokat újra és újra ell kell játszani az embereknek. Kilátásban volt hogy a Thin Lizzy 2009 júniusának végén a The Answer társaságában fellép az AC/DC Angliában, Írországban és Skóciában megrendezett stadionkoncertjein, de ezek a dátumok törlésre kerültek, miután Aldridge balesetet szenvedett. Június 30-án a zenekar honlapja megerősítette, hogy Sykes elhagyta a Thin Lizzyt, és a 2009-es év összes hátralévő fellépését törölték vagy elhalasztották. Ezután Gorham kijelentette, hogy hamarosan bejelenti Thin Lizzy jövőbeli terveit. Kijelentette, hogy nagyon nehéz időszakon megy át a zenekar, először a Tommy Aldridge dobos sérülése miatt, majd később Sykes döntése miatt, hogy kilépett a csapatból. Bocsánatot kérek mindenkitől, aki az évek során támogatott minket, de hamarosan vissza fogunk térni teljes sebességgel.

#### 2010–17: Ricky Warwick éra és a Black Star Riders megalakulása

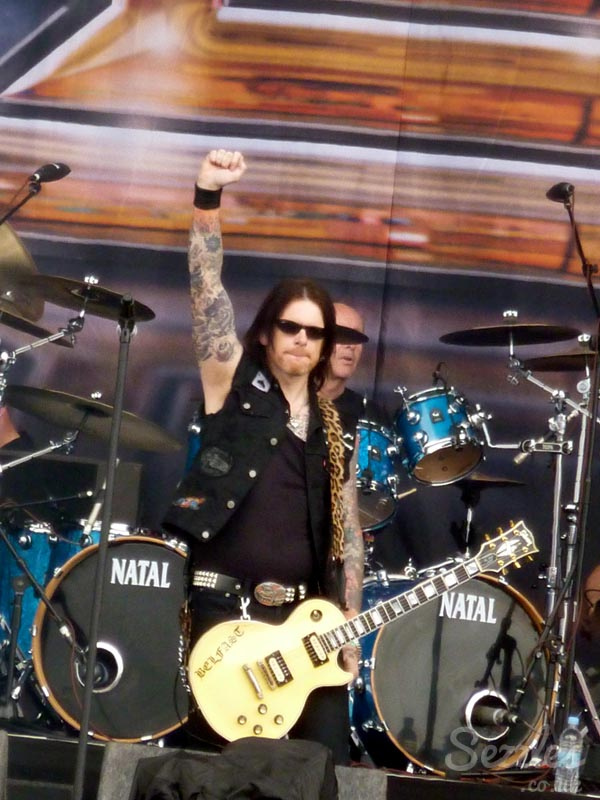
Ricky Warwick 2011 júniusában a Download Festivalon

2009 szeptemberében Gorham újabb Thin Lizzy felállást verbuvált össze, és 2010 májusában bejelentették az új tagságot. Gorhamhoz újra csatlakozott az eredeti dobos Brian Downey, továbbá Darren Wharton billentyűs, Vivian Campbell a Def Leppard gitárosa és Ricky Warwick énekes/gitáros aki a The Almighty együttesben zenélt. A basszusgitár szerepének betöltéséhez pedig visszatért Marco Mendoza. Az ex-Lizzy gitárost, Brian Robertsont megkérdezték, hogy kíván-e részt venni a zenekarban, de ő inkább szólópályafutását választotta. 2011 januárjában kezdődött egy brit és európai turné, melyet a zenekar január 4-én felvezetett egy koncerttel a dublini O2 Arénában. Az előadás némi konfliktust szült, mivel majdnem egyidőben történt a szokásos "Vibe for Philo" rendezvénnyel (amelyen Gorham is részt vett). A turné január 6-án kezdődött az Egyesült Királyságban a Music Hall Aberdeenben, az utolsó fellépés pedig 2011. február 17-én volt Dublinban a The Olympia klubban. 2011 áprilisában a zenekar bejelentette, hogy Vivian Campbell békésen elhagyja a Thin Lizzyt, hogy visszatérjen a Def Leppardhoz. Helyére a Guns N’ Roses révén ismert gitáros Richard Fortus került. Azonban Fortus sem maradt sokáig, mert visszatért a Guns N’ Roses soraiba, így az Alice Cooper mellett zenélő Damon Johnson lett az együttes új gitárosa. Már ez a felállás indult útra a Judas Priest-el közös amerikai turnéra.
2011 márciusában Gorham azt mondta a Billboard.com-nak, hogy Thin Lizzy új albumot rögzíthet a jövőben, mondván: Ez az első kérdés, amit az emberektől kapunk – felveszünk néhány új anyagot?". Én és ez a felállás, nem hibáztatjuk őket, és együtt érezünk a rajongókkal. Ricky néhány kibaszott gyilkos dalszöveget írt, és olyan tehetséggel, ami méltó a Thin Lizzy-hez. Most azt hiszem minden korábbinál komolyabban gondolkodunk a dolgon, már nem söpörhetjük le a kérdést az asztalról. 2012. június 25-én a Thin Lizzy felvette az új anyagot a stúdióban, bár nem volt világos hány számot rögzítsenek vagy adjanak ki. Mikor híre ment, hogy egy új album fog megjelenni Thin Lizzy név alatt, sok rajongó nemtetszését nyilvánította ki. 2012. október 10-én a zenekar bejelentette, hogy az új anyag nem kerül kiadásra Thin Lizzy név alatt, de a későbbiekben más néven ki fogják adni. Gorham szerint ez "tiszteletben tartotta Phil Lynottot és az általa létrehozott örökséget", jóllehet megerősítette, hogy az új anyag a Thin Lizzy klasszikus hangján fog megszólalni. Ezt követően Ricky Warwick bejelentette, hogy az együttes megszűnik a 2012-es turné után, de ez nem feltétlenül jelenti azt, hogy soha többé nem fognak fellépni Thin Lizzy név alatt. 2012. december 20-án Gorham bejelentette, hogy az új anyagot Black Star Riders néven rögzítik, és hogy Downey és Wharton úgy döntöttek, hogy nem vesznek részt az új projektben. Downey nem kíván többet olyan sokat turnézni, míg Wharton saját zenekarával a Dare-rel dolgozik, és egy filmprojektet is kilátásba helyezett. A Black Star Riders együttes 2012-es megalakulása óta önálló formációként működik a Thin Lizzy-től függetlenül. Első albumuk All Hell Breaks Loose címmel jelent meg 2013 májusában a Nuclear Blast kiadónál. A Thin Lizzy hatású hard rock anyag folytatása 2015. februárjában készült el The Killer Instinct címmel. Azóta egy harmadik album a Heavy Fire is elkészült, ami 2017-ben került kiadásra. Az együttes ezt követően is aktív maradt, 2019-ben Another State of Grace címmel a negyedik albumukat is kiadták.
2013 márciusában a zenekar Thin Lizzy név alatt Downey-val és Whartonnal kiegészítve Ausztráliában lépett fel, háromszoros koncertbevételért a Mötley Crüe és a KISS előzenekaraként. Gorham hangsúlyozta, hogy Thin Lizzy alkalmanként még mindig együtt fog működni: "Még mindig fel fogunk lépni, mint Thin Lizzy. Mindig vannak olyan nagy fesztiválok, amiken fel szeretnénk lépni. Mellette a Black Star Riders-nek is van célja, és leginkább azokra összpontosítunk."
2016. január 19-én a zenekar több fellépési dátumot tett közzé 2016-ra és 2017-re, hogy megemlékezzenek a zenekar megalakulásának 40. évfordulójáról és Lynott halálának 30. évfordulójáról. Kezdetben két fesztivál dátumot erősítettek meg: a Maidstone-i Ramblin Man Fair fellépést 2016. július 23-ra, ahol Midge Ure ismét csatlakozott hozzájuk a színpadon – és a Rock Legends Cruise Fort Lauderdale-ben, Floridá-ban 2017. január 19–23-án. Ezeken a fellépéseken Gorham, Warwick, Johnson és Wharton mellett a Motörhead dobosa Mikkey Dee lépett fel. Április 19-én bejelentették, hogy Dee nem fog részt venni a további fellépéseken, így a Judas Priest dobosa, Scott Travis lett az útodja. Ezt követően felléptek szeptember 17-én és 18-án Németországban, július 17-én Barcelonában megrendezett Monsters of Rock fesztiválon és augusztus 6-án Svédországban. Ezeken a koncerteken az Aerosmith basszusgitárosa Tom Hamilton lépett velük színpadra, míg a svéd koncerten Travis helyett Ian Haugland a Europe dobosa ült a dobcucc mögött. Miután ezek a fellépések lezajlottak, Gorham megerősítette, hogy a Thin Lizzy hosszú turnéi valószínűleg a múlté, de a zenekar továbbra is fog szerepelni egyszeri eseményeken. 2019 nyarára a Thin Lizzy négy európai fellépést jelentett be, amelyek kapcsán közzétették, hogy Hamilton helyét a Mastodon basszusgitárosa Troy Sanders vette át.
2021 szeptemberében Scott Gorham bejelentette távozását a Black Star Riders soraiból, hogy a Thin Lizzy dolgaira koncentrálhasson. Helyére nem vettek be új gitárost, így a Black Star Riders négyfősre változott. Ricky Warwick énekes/gitáros, Christian Martucci gitáros, Robbie Crane basszusgitáros mellett Zak St John a zenekar új dobosa, aki Chad Szeliga 2021-ben bekövetkezett távozása után került a dobfelszerelés mögé.
2022 végén Gorham ideiglenesen újra csatlakozott a Black Star Riders zenekarhoz, és 2023 februárjában részt vett egy tízéves  jubileumi turnén az Egyesült Királyságban.

## Egyéb Thin Lizzy kiadások és tribute lemezek
2001 decemberében egy 4 CD-ből álló box set jelent meg Vagabonds Kings Warriors Angels címmel, amely tartalmazza az együttes legismertebb dalait, valamint néhány ritka felvételt is. Felkerült rá az első kislemezük a „The Farmer” is, további B-oldalas kislemez dalok mellett. 2004-ben és 2006-ban két további válogatásalbum jelent meg. A 2004-es dupla CD-s Greatest Hits az Egyesült Királyság albumlistáján a 3. helyre került. 2005. augusztus 19-én Gary Moore koncertet rendezett a dublini Point Theatre-ben, a fellépés a "The Boy Is Back in Town" címet kapta. A koncertet a város központjában a Harry utcában rendezték meg, abból az alkalomból hogy Lynott emlékére egy életnagyságú bronz szobrot állítottak fel. A fellépésen Brian Downey, Eric Bell, Brian Robertson és Scott Gorham is szerepelt, és számos klasszikus Lizzy dalt is eljátszottak, mint például a "Whisky in the Jar", a "Still in Love with You", a "Cowboy Song", az "Emerald" és a "The Boys Are Back in Town". A koncert felvétele One Night in Dublin: A Tribute to Phil Lynott címmel DVD-n is megjelent 2006 áprilisában Phil Lynott emlékére.
2008. szeptember 8-án megjelent egy 15 dalos UK Tour '75 című koncertfelvétel, amely 1975. november 21-én került rögzítésre a Derby Főiskolán. Az album tartalmaz egy 20 oldalas, korábban nem látott fényképeket, Brian Downey aláírását és a hangbeállás során rögzített jammeléseket. 2009 márciusában a VH1 Classic Records kiadta a Still Dangerous: Live at The Tower Theatre Philadelphia című koncertlemezt, ami 1977-ben került rögzítésre. Az album producere Gorham és Glyn Johns volt, utóbbi a keverést is végezte. A koncertfelvétel a 98. helyet érte el a brit listán, és Gorham kijelentette hogy további archív koncertfelvételek kiadása is tervben van. 2011. január 24-én az Universal Music kiadta a Jailbreak, a Johnny the Fox és a Live and Dangerous remaszterizált és bónuszokkal kiegészített kiadásait. A Jailbreak és a Johnny the Fox dupla lemezes változatain a kettes korongokon a BBC számára rögzített felvételek valamint az adott album két számának újra kevert változatai kaptak helyet. A Live and Dangerous a korábbi kiadásokkal ellentétben dupla CD-lemezként jelent meg, két bónusz számmal, amelyek korábban ki nem adott élő felvételek voltak. 2012 elején az Universal a Bad Reputation, Black Rose és a Chinatown albumokat újra kiadta remaszterizálva, melyeket hamarosan a Nightlife és a Fighting is követett a sorban. 2013 a Renegade és a Thunder and Lightning újbóli megjelentetését hozta magával.
A Metallica feldolgozta a Thin Lizzy által is sikerre vitt Whiskey in the Jar című dalt, amelyet az 1986-ban, egy buszbalesetben meghalt basszusgitárosuk Cliff Burton emlékének ajánlottak. A Thin Lizzy Burton egyik kedvenc zenekara volt, és Lynott basszusgitár játéka nagy hatással volt rá.

## Diszkográfia

### Stúdióalbumok
- Thin Lizzy (1971)
- Shades of a Blue Orphanage (1972)
- Vagabonds of the Western World (1973)
- Nightlife (1974)
- Fighting (1975)
- Jailbreak (1976)
- Johnny the Fox (1976)
- Bad Reputation (1977)
- Black Rose: A Rock Legend (1979)
- Chinatown (1980)
- Renegade (1981)
- Thunder and Lightning (1983)

## Stílus és hatásuk

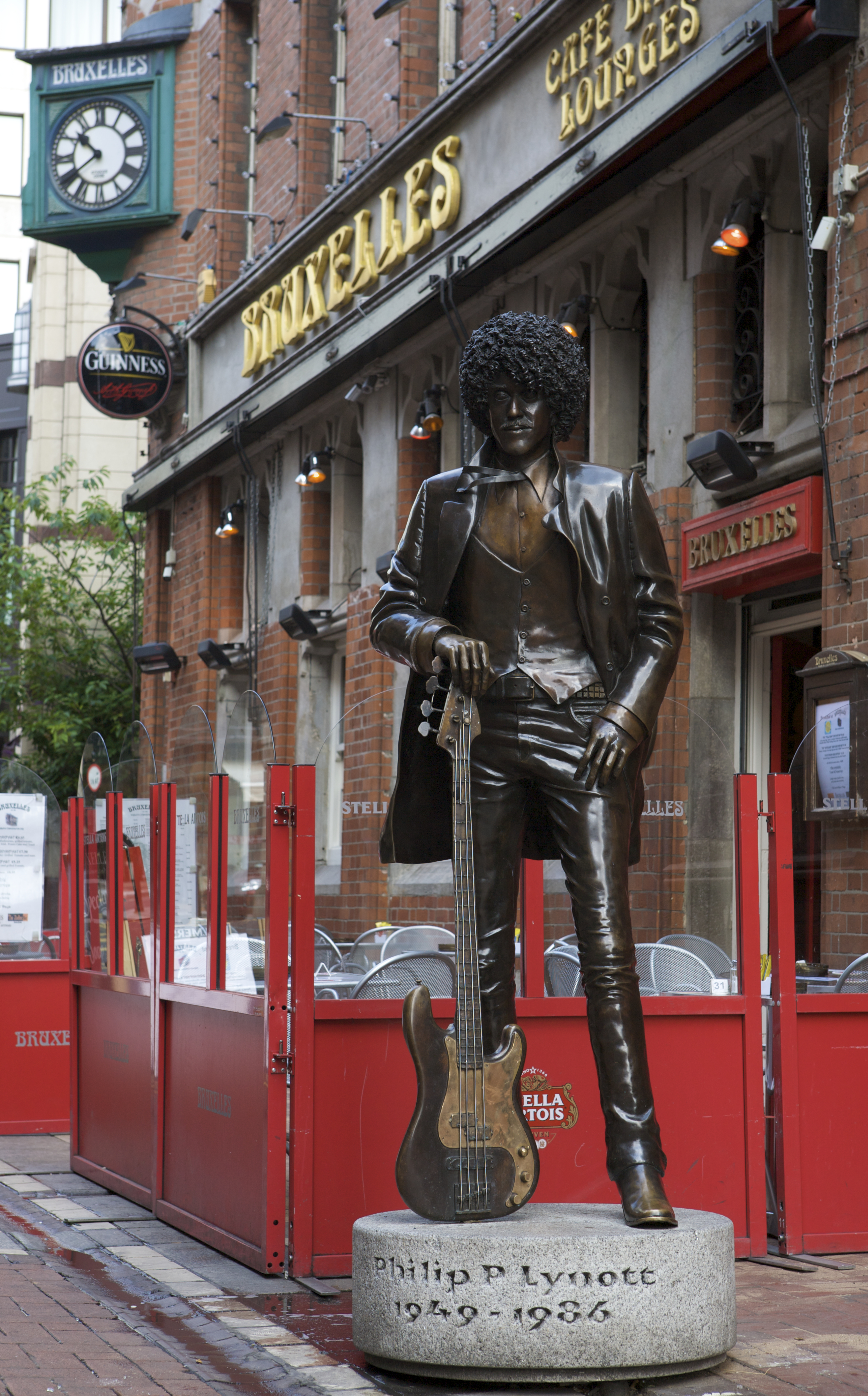
Phil Lynott életnagyságú bronzszobra Dublinban a Harry Street utcában

A Thin Lizzy zenéjét a hard rock stílusba szokás kategorizálni, de pályafutásuk során számos egyéb stílust is integráltak, ezáltal egyéni hangzást hozva létre. A Thin Lizzy az elsők között teremtett kapcsolatot a népzene és a keményebb rock között. Korai albumaikon még nem alakult ki a későbbi hard rockos hangzás, hanem blues alapú, a Faces, Cream, Jimi Hendrix hatását felmutató pszichedelikus rock zenét játszottak. Az 1975-ös Fighting, de még inkább az 1976-os Jailbreak viszont már mindazt tartalmazta, ami később az együttes védjegyévé vált. A blues és a folk gyökereiket megtartva keményebb hard rock felé mozdultak el, amelyben hangsúlyos szerepet kaptak a dallamos ikergitár harmóniák. Zenéjükben egyaránt jelen volt a romantikus hangulat, a folkból eredő dallamosság, és a rock húzóereje, melynek során a közönség széles rétegét tudták megszólítani. A lírai hangulat és a költői képvilágú dalszövegek mellett gyakran játszottak olyan heavy metal keménységű riffeket, amelyek a későbbi New Wave of British Heavy Metal zenei mozgalomra is hatással voltak, csakúgy, mint a váltott szólós ikergitár témáik. Az 1983-ban utolsóként publikált Thunder and Lightning albumuk mutat a leginkább ebbe az irányba, amely a legkeményebb albumuk lett.
Az együttes nemcsak zeneileg számított "unikumnak", hanem a dalszövegei terén is különlegességet képviselt. Lynott sorai az ír irodalom romantikusan lázadó hagyományaiból éppúgy merített, mint Bob Dylan vagy Bruce Springsteen hazafias társadalmi elkötelezettségéből. Dalaiban egyaránt felvázolta a "melós emberek hétköznapjait" és szerelmi tragédiákat, de sokat merített az ír kultúrából és történelemből is. Az együttes közismert arról, hogy a soraiban mindig virtuóz és elismert szólógitárosok léptek fel. Robertson és Gorham mellett Gary Moore is itt lett ismert, aki saját generációjának egyik legtechnikásabb gitárosa volt, majd később sikeres szólókarriert futott be. John Sykes agresszív, energikus és komplex stílusa révén szintén "gitárhősi hírnevet" szerzett magának, mely révén később David Coverdale felkérte a Whitesnakebe. Mindez mögött Lynott egyéni "fekete orgánuma" és ötletes basszusjátéka, valamint Downey fifikás/egyéni dobjátéka szolgáltatta az alapot. Az együttes pályafutása alatt közérthető és felvillanyozó lemezeket készített, amelyből a szabadság és az életszeretet érzete árad. 1974-től az együttes átváltott a két gitáros felállásra, mely révén a Judas Priest-tel egyetemben a későbbi brit heavy metal zenekarok fő inspirációs forrása lett (mint például az Iron Maiden és a Def Leppard). Az Iron Maiden a Johnny the Fox albumról feldolgozta a Massacre című tételt, amelyet a Can I Play with Madness kislemez B-oldalán jelentettek meg. A Cowboy Song dalukat az Anthrax dolgozta fel, amit a Sound of White Noise lemez japán kiadásának bónuszdalaként adtak közre. Ezenkívül számtalan különböző stílusú előadó dolgozta fel dalaikat a hard rockos Sinner-től kezdve a death metalos Six Feet Under-ig.
A Thin Lizzy az ír és az egyetemes rocktörténet meghatározó zenekara, a szakma és a közönség egyaránt nagy elismeréssel adózik munkásságuk iránt. Noha nem értek el olyan széles mainstream sikereket, mint a Led Zeppelin, a Black Sabbath vagy a Deep Purple, sok kritikus szerint a későbbiekre gyakorolt hatása a rockzenére hasonló mértékű, mint az említett zenekaroké. Az együttes nem csak a hard rock műfaj fejlődését befolyásolta alapvetően, hanem a későbbi heavy metal csapatok is gyakran hivatkoztak rájuk. A Thin Lizzy zenéje ma is aktuális, az elmúlt évtizedekben rajongók és zenészek újabb és újabb felnövekvő generációira van hatással. Az alábbi zenekarok jelölték meg fontos hatásukként: U2, Bon Jovi, Def Leppard, Europe, Iron Maiden, Metallica, Megadeth, Anthrax, Testament, Spiritual Beggars, Rollins Band, Smashing Pumpkins, Skyclad, Primal Fear, Phantom Blue, Running Wild, Guns N’ Roses, Alice in Chains, Mastodon, Crowbar, The Hold Steady.